# Symplecta neomexicana
Symplecta neomexicana är en tvåvingeart som först beskrevs av Alexander 1929.  Symplecta neomexicana ingår i släktet Symplecta och familjen småharkrankar. Inga underarter finns listade i Catalogue of Life.